# Артёмово (Воронежская область)
Артёмово — хутор в Россошанском районе Воронежской области.
Входит в состав Лизиновского сельского поселения.

## Население
| 2010 |
| ---- |
| 90   |

## Улицы
На хуторе имеется одна улица — Зелёная.